# Trece vidas
Trece vidas (en inglés: Thirteen Lives) es una película biográfica de supervivencia estadounidense de 2022 dirigida por Ron Howard y escrita por William Nicholson. La película está protagonizada por Viggo Mortensen, Colin Farrell, Joel Edgerton y Tom Bateman.
Thirteen Lives se estrenó en cines seleccionados el 29 de julio de 2022 por United Artists Releasing y se transmitió por primera vez en Amazon Prime Video el día 5 de agosto de ese mismo año.

## Argumento
La película narra los eventos del rescate de la cueva Tham Luang en 2018, en el que un equipo de fútbol juvenil tailandés y su entrenador quedaron atrapados en una cueva durante un período de 18 días.

## Reparto
- Viggo Mortensen como Richard Stanton
- Colin Farrell como John Volanthen
- Joel Edgerton como Richard Harris
- Tom Bateman como Chris Jewell
- Paul Gleeson como Jason Mallinson
- Vithaya Pansringarm como General Anupong Paochinda
- Sukollawat Kanarot como Saman Kunan
- Thiraphat Sajakul como Anand
- Sahajak Boonthanakit como Narongsak Osatanakorn
- Teeradon Supapunpinyo como Ekkaphon Chanthawong
- Nophand Boonyai como Thanet Natisri
- Lewis Fitz-Gerald como Vernon Unsworth
- U Gambira como Kruba Boonchum

## Producción

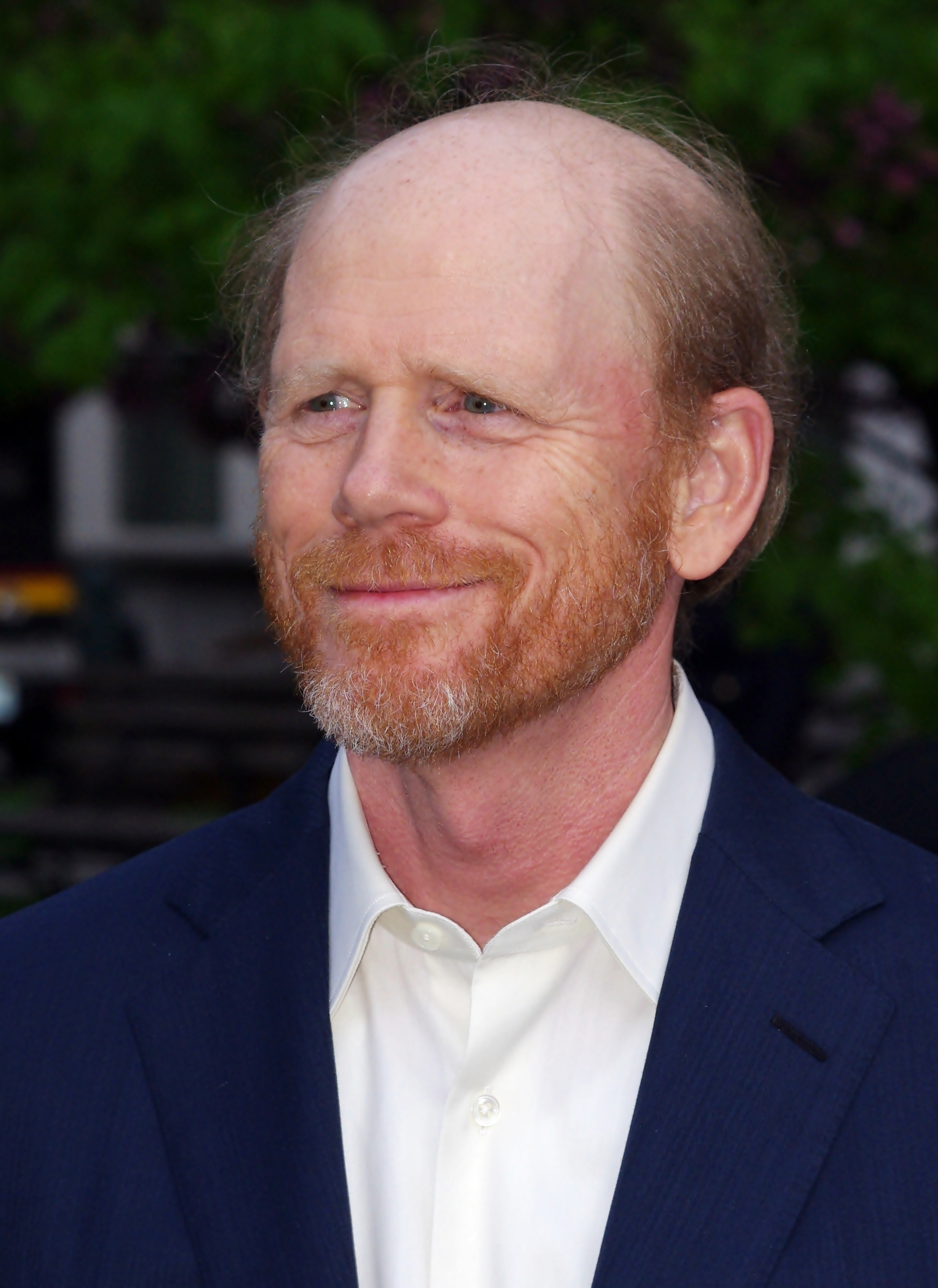
Ron Howard, director y productor de la película.

Se anunció en abril de 2020 que Ron Howard dirigiría la película, con un guion escrito por William Nicholson. Metro-Goldwyn-Mayer adquiriría los derechos de la película el próximo mes. En marzo de 2021, Viggo Mortensen, Colin Farrell y Joel Edgerton estaban entre el elenco anunciado para protagonizar la película. El rodaje comenzó el 29 de marzo de 2021 en Australia. También se rodó en Tailandia. La música cinematográfica de la película fue compuesta por Benjamin Wallfisch.

## Estreno
Thirteen Lives fue estrenada por United Artists Releasing en cines seleccionados el 29 de julio de 2022, antes de ser lanzada en Amazon Prime Video el 5 de agosto siguiente. La película tenía un estreno previsto para el 15 de abril de 2022, y luego se pospuso hasta el 18 de noviembre en respuesta a mejores puntajes de prueba obtenidos en emisiones previas. Sin embargo, en mayo de 2022, la película se llevó a su fecha de lanzamiento actual debido a la adquisición de Metro-Goldwyn-Mayer por parte de Amazon en marzo de 2022.